# 1930年代中立法
美國中立法（Neutrality Acts）是美国国会于1935年、1936年、1937年和1939年通过的一系列法案，以应对导致第二次世界大战的日益严重的威胁和战争。美国加入第一次世界大战后，孤立主义和不干涉主义在美国的发展刺激了他们，他们试图确保美国不会再次卷入外国冲突。
《中立法案》的遗产被普遍认为是负面的，因为它们没有区分侵略者和受害者，将两者平等地视为交战方，并限制了美国政府援助英国和法国对抗纳粹德国的能力。1941年，《租借法案》通过后，这些法案基本上被废除。

## 背景
1934年至1936年间的委员会听证会以及当时的几本畅销书，如《死亡商人》（1934），成为许多美国人的信念，即美国加入第一次世界大战是由银行家和军火行业出于利润原因策划的。这加强了孤立主义和不干涉主义在该国的地位。
美国国会中推动不干涉主义和强有力的中立法案的强大力量是共和党参议员威廉·博拉、阿瑟·范登堡、傑拉德·奈（Gerald P.Nye）和小羅伯特·M·拉·福勒特（Robert M.La Follette, Jr.），但对不干涉主义的支持不仅限于共和党。1935年至1940年间，民主党众议员路易斯·勒德洛多次提出《勒德洛修正案》，要求在宣战前进行全民公投，但防御直接攻击的情况除外。
民主党总统富兰克林·罗斯福，特别是国务卿科德尔·赫尔对《中立法案》持批评态度，因为担心这些法案会限制政府支持友好国家的选择。尽管这些年来，众议院和参议院都有民主党的多数席位，但民主党人（尤其是南方人）对《中立法案》有足够的支持，以确保其通过。尽管国会的支持不足以推翻总统的否决，但罗斯福觉得他不能怠慢南方并激怒公众舆论，尤其是当他在1936年面临连任，需要国会在国内问题上的合作时。罗斯福极不情愿地签署了《中立法案》，使之成为法律。

## 1935年中立法
罗斯福曾游说国务院制定禁运条款，允许总统有选择地实施制裁，但被国会否决。1935年8月31日，国会通过了1935年法案，全面禁止与战争各方进行武器和战争物资贸易。 它还宣布，乘坐交战船只旅行的美国公民的旅行风险自负，该法案将在六个月后到期。当国会通过1935年的《中立法案》时，国务院设立了一个办公室来执行该法案的规定。武器和弹药管制办公室于1939年扩建时更名为管制司。
1935年10月意大利入侵埃塞俄比亚后，罗斯福援引了该法案，阻止了向意大利和埃塞俄比亚运送所有武器和弹药。他还宣布对交战方实施“道德禁运”，涵盖不属于《中立法》范围的贸易。

## 1936年中立法
1936年2月29日通过的《中立法案》将1935年法案的规定再延长了14个月。它还禁止向交战方提供任何贷款或信贷。
然而，该法案不包括“内战”，如西班牙（1936–1939）的内战，也不包括卡车和石油等平民生活中使用的材料。德士古、标准石油、福特、通用汽车和Studebaker等美国公司向佛朗哥将军领导下的民族主义者赊账出售了这些物品。到1939年，西班牙欠这些公司和其他公司超过1亿美元。

## 1937年中立法
1937年1月，国会通过了一项联合决议，宣布与西班牙的武器贸易为非法。1937年的《中立法案》于5月通过，其中包括了早期法案的条款，这次没有到期日，并将其扩展到内战。此外，美国船只被禁止向交战方运送任何乘客或物品，美国公民被禁止乘坐交战国家的船只旅行。在对罗斯福的让步中，增加了他的顾问伯纳德·巴鲁克设计的“现款携带”条款：总统可以允许向欧洲的交战方出售材料和物资，只要接受者安排运输并立即用现金支付，理由是这不会将美国卷入冲突。罗斯福认为，在与德国发生战争的情况下，现金和运输将帮助法国和英国，因为它们是唯一控制海洋并能够利用这一规定的国家。 现金和结转条款将在两年后到期。
1937年7月，日本入侵中国，开始了第二次中日战争。支持中方的罗斯福总统选择不援引《中立法案》，因为双方尚未正式宣战。通过这样做，他确保了中国自卫的努力不会受到立法的阻碍：中国依赖武器进口，只有日本才能利用现金和携带武器。这激怒了国会中的孤立主义者，他们声称法律的精神正在受到破坏。罗斯福表示，他将禁止美国船只向交战方运送武器，但他允许英国船只向中国运送美国武器。 1937年10月，罗斯福发表了《隔离演讲》，概述了一项从中立走向“隔离”所有侵略者的行动。随后，他对向日本出口飞机实施了“道德禁运”。

## 1939年中立法
1939年初，纳粹德国入侵捷克斯洛伐克后，罗斯福游说国会延长现金携带条款。他遭到拒绝，该条款失效，强制性武器禁运仍然有效。
1939年9月，德国入侵波兰后，英国和法国向德国宣战。罗斯福援引了《中立法案》的条款，但在国会面前哀叹“中立法案”可能会对侵略国提供被动援助。 国会出现了分歧。共和党参议员希望扩大禁运，其他孤立主义者，发誓要“从地狱到早餐”与罗斯福放松禁运的愿望作斗争。然而，一位支持帮助受攻击国家的“杰出共和党领袖”称，禁运是徒劳的，因为像意大利这样的中立国家可以从美国购买武器并向德国出售自己的武器，而美国公司将把工厂迁到加拿大。
罗斯福战胜了孤立主义者，并于11月4日签署了1939年的《中立法案》，使其成为法律，允许与交战国家（英国和法国）进行现款现付的武器贸易，从而实际上结束了武器禁运。此外，1935年和1937年的《中立法案》被废除，美国公民和船只被禁止进入总统指定的战区，国家弹药管制委员会（由1935年《中立法案》设立）负责发放所有武器进出口许可证。没有许可证的武器贸易成为联邦犯罪。

## 结束
1940年9月，中立政策随着驱逐舰换基地协议的达成而结束，该协议将50艘美国海军驱逐舰移交给英国皇家海军，以换取英国属地的土地权。随后是1941年3月的《租借法案》，该法案允许美国向罗斯福想要支持的国家出售、出借或提供战争物资：英国、法国和中国。
1941年9月11日，在大西洋上德国潜艇和美国舰艇之间多次发生事件后，罗斯福宣布，他已命令美国海军在“我们认为防御所需的水域”袭击德国和意大利军舰。这一命令实际上宣告了对德国和意大利的海军战争。10月31日，美国佩里级护卫舰鲁本·詹姆斯号在向德国U型潜艇投下深水炸弹时沉没，1941年11月17日，《中立法》的许多条款被废除。因此，商船被允许携带武器并向交战国家运送任何货物。
1941年12月4日，美国媒体发表了一份泄露的计划《彩虹五号》，概述了美国的战争战略。1941年12月8日，在珍珠港遇袭和日本前一天宣战后，美国正式向日本宣战；1941年12月11日，德国和意大利向美国宣战，美国也在同一天宣战。

## 后续
1939年法令中关于禁止未经许可的武器交易的规定仍然有效。
1948年，查尔斯·温特斯、阿尔·施维默和赫尔曼·格林斯彭在1948年阿以战争期间从佛罗里达州向新成立的以色列走私B-17飞行堡垒轰炸机，根据1939年法案被定罪。在随后的几十年里，这三人都获得了总统的赦免。